# Gerd Lochmann
Gerd Lochmann (ur. 3 kwietnia 1948) – wschodnioniemiecki lekkoatleta, kulomiot.

## Kariera sportowa
Zdobył dwa srebrne medale halowych mistrzostw Europy (1973, 1976). 24 lutego 1973 w Senftenbergu został halowym mistrzem NRD. Ustanowił wówczas swój halowy rekord życiowy (20,41 m). Jego rekord życiowy na otwartym stadionie, który został ustanowiony 23 sierpnia 1972 w Berlinie Wschodnim wynosi 20,18 m.